# 지아 카리데스
지아 커리디스(영어: Gia Carides, 1964년 6월 7일 ~ )는 오스트레일리아의 배우이다.

## 출연 작품
- 그녀가 그를 사랑하는 법 (2016)
- 나의 그리스식 웨딩 2 (2016)
- 디스 이즌트 퍼니 (2015)
- 애니 앤 더 집시 (2012)
- 버닝 맨 (2011)
- 서기 1년 (2009)
- 더 트랩 (2007)
- 스틱 잇 (2006)
- 온 라스트 씽 (2005)
- 익스포즈드 (2003)
- 나의 그리스식 웨딩 (2002)
- 땡크 헤븐 (2001)
- 오스틴 파워 (1999)
- 프라이머리 컬러스 (1998)
- 킬러가 보낸 편지 (1998)
- 더 어드벤쳐 오브 캡틴 줌 인 아웃터 스페이스 (1995)
- 흑과 백 (1995)
- 럭키 브레이크 (1994)
- 댄싱 히어로 (1992)
- 달콤한 착각 (1991)
- 백래쉬 (1987)
- 블리스 (1985)
- 코카콜라 키드 (1985)